# Vanille (Orchideen)
Vanille ([ʋaˈnɪljə] oder [vaˈnɪlə], landschaftsbezogen auch [faˈnɪlə] bzw. [vaˈnɪl]; botanisch Vanilla) ist eine Pflanzengattung in der Familie der Orchideen (Orchidaceae). Die 106 bis 126 Arten sind in den Subtropen bis Tropen verbreitet.

## Beschreibung

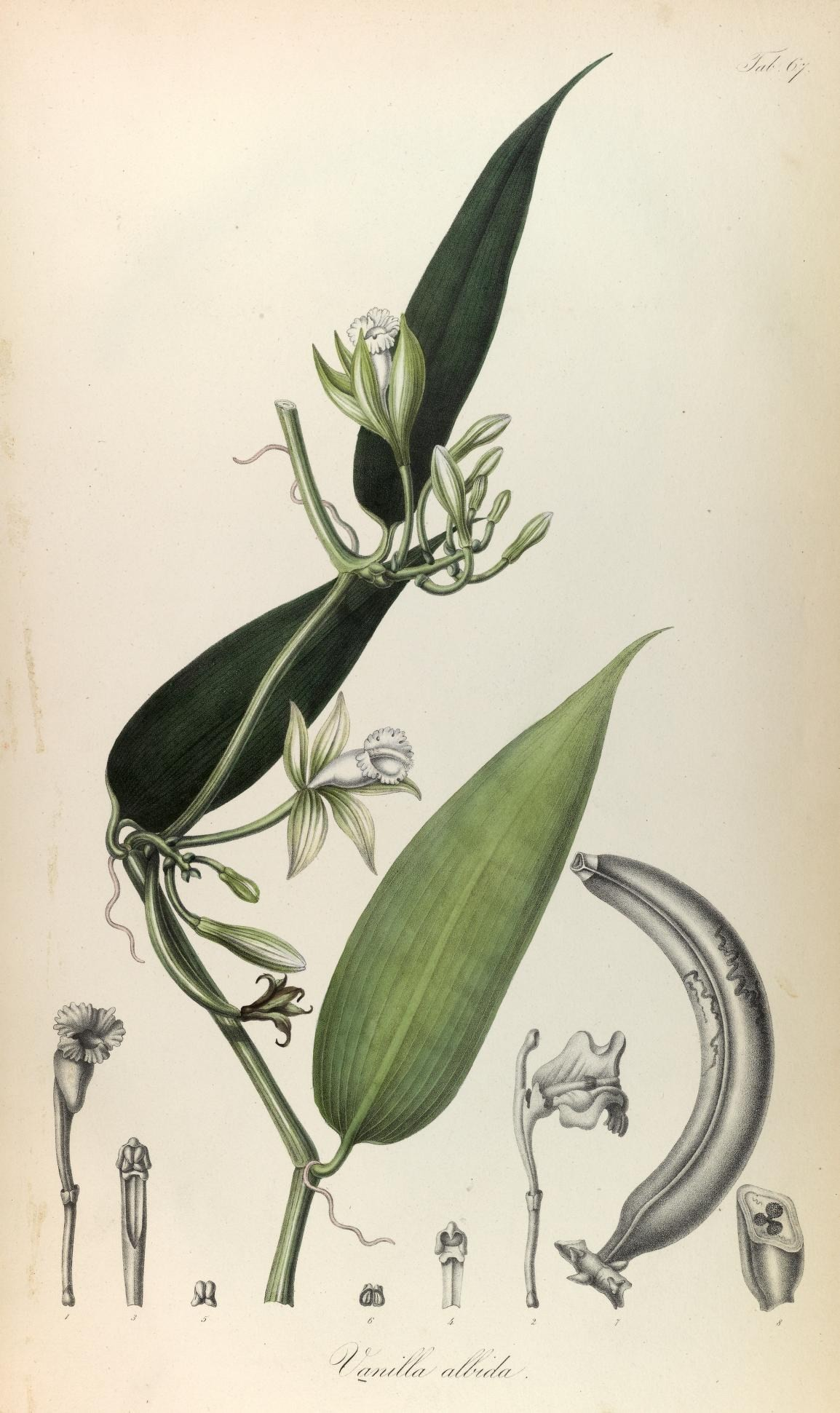
Illustration aus Rumphia, sive, Commentationes botanicæ imprimis de plantis Indiæ Orientalis ..., 1835 von Vanilla albida

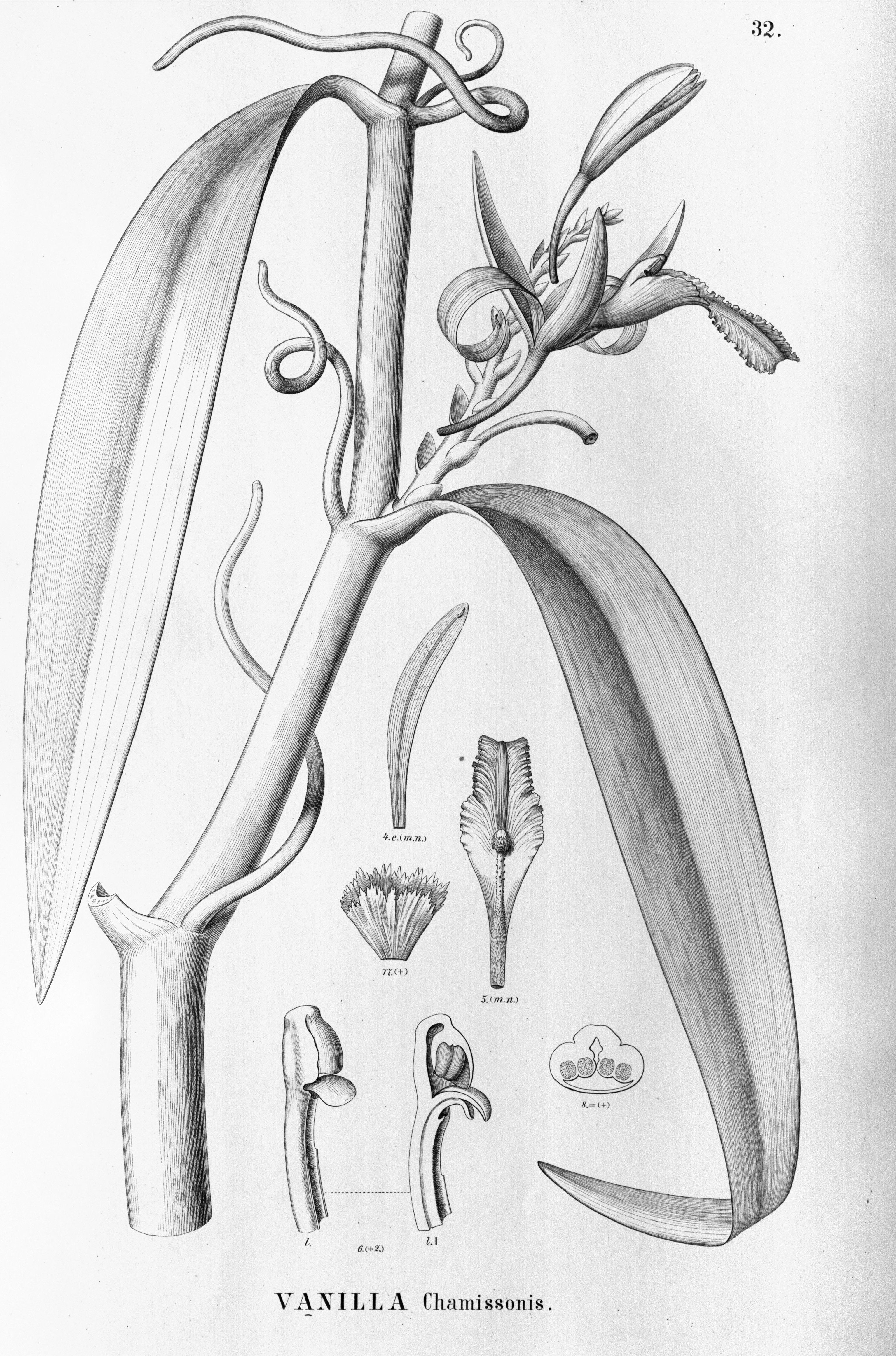
Illustration aus Martius, Eichler, Urban: Flora Brasiliensis, Band 3, Teil 4, Tafel 32 von Vanilla chamissonis

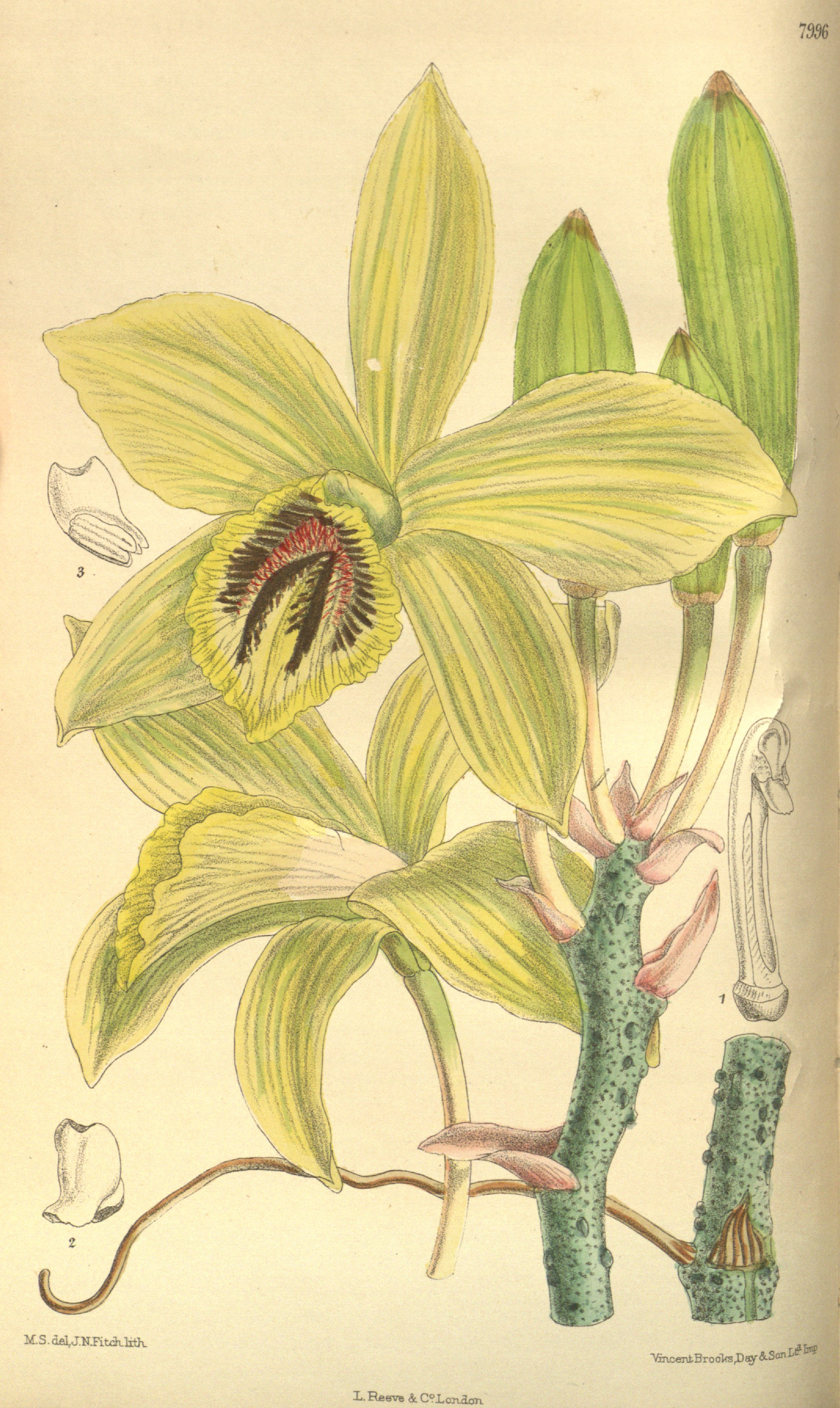
Illustration von Vanilla humblotii

### Vegetative Merkmale
Bei vielen Vanilla-Arten variieren die vegetativen Merkmale sehr stark und sind deshalb als Bestimmungsmerkmale schlecht geeignet.
Die Arten der Gattung Vanilla sind immergrüne, ausdauernde krautige Pflanzen. Diese Kletterpflanze wachsen direkt im Erdboden wurzelnd (terrestrisch) oder halbepiphytisch. Die dicke, kahle, grüne, monopodiale Sprossachse verzweigt sich manchmal und ist sukkulent. Die grau-grünen Wurzeln entspringen an jedem Knoten der Sprossachse. Ihre Laubblätter sind ledrig dick und fleischig; sie können groß und länglich sein oder schuppenförmig.

### Generative Merkmale
Der traubige Blütenstand ist kurz und enthält dicht angeordnete resupinaten Blüten. Die relativ kurzlebigen Blüten sind auffällig. Die zwittrigen Blüten sind zygomorph und dreizählig. Die Kelchblätter sind frei.
Die Früchte sind botanisch gesehen längliche Kapselfrüchte oder zylindrische, ledrige Beeren, die sich nicht öffnen. Die Früchte werden auch, wenn sie fermentiert als Gewürz verwendet werden,  „Vanilleschoten“ genannt. Die Früchte enthalten, wie bei allen Orchideenarten, sehr viele, sehr kleine Samen. Die Samenschale (Testa) ist hart.

## Systematik, botanische Geschichte und Verbreitung

### Botanische Geschichte und Taxonomie
Die ersten Arten, die zur Gattung Vanilla gehören, wurden bereits benannt, bevor das binominale System der Nomenklatur nach Carl von Linné 1753 festgelegt wurde. Die Gattung Vanilla wurde am 28. Januar 1754 durch Philip Miller in The Gardeners Dictionary...Abridged...fourth edition aufgestellt. Als Lectotypusart wurde Vanilla mexicana Mill. (Syn.: Epidendrum vanilla L.) durch Rudolf Mansfeld in Die Kulturpflanze, Band 2, 1959, Seite 587 festgelegt. Synonyme für Vanilla Plum. ex Mill. sind: Myrobroma Salisb., Vanillophorum Neck. nom. inval.
Wichtige Revisionen der Gattung Vanilla erfolgten durch Klotzsch 1846, Rolfe 1896 und Portères 1954. Nach molekulargenetischen Daten erfolgte eine umfassende Revision durch Miguel Ángel Soto Arenas et al. 2010.

### Äußere Systematik
Die Gattung Vanilla gehört zur Tribus Vanilleae in der Unterfamilie Vanilloideae innerhalb der Familie Orchidaceae. Nach Arenas 2010 ist die Gattung Vanilla Plum. ex Mill. mit den Gattungen Dictyophyllaria Garay, Epistephium Kunth und Lecanorchis Blum am nächsten verwandt. Nach Pansarin 2010 gehört die einzige Art der Gattung Dictyophyllaria Garay wieder zur Gattung Vanilla.

### Innere Systematik
Die Gattung Vanilla wurde durch Arenas et al. 2010 in zwei Untergattungen gegliedert:
- Untergattung Vanilla Mill. subg. Vanilla (Syn.: Vanilla subsect. Membranacea Portères nom. illeg.): Sie enthält etwa 15 neotropische Arten, die meisten davon kommen in Brasilien vor.[1]
- Untergattung Vanilla subg. Xanata Soto Arenas & Cribb: Sie wurde 2010 aufgestellt und wird in zwei Sektionen gegliedert:[1]

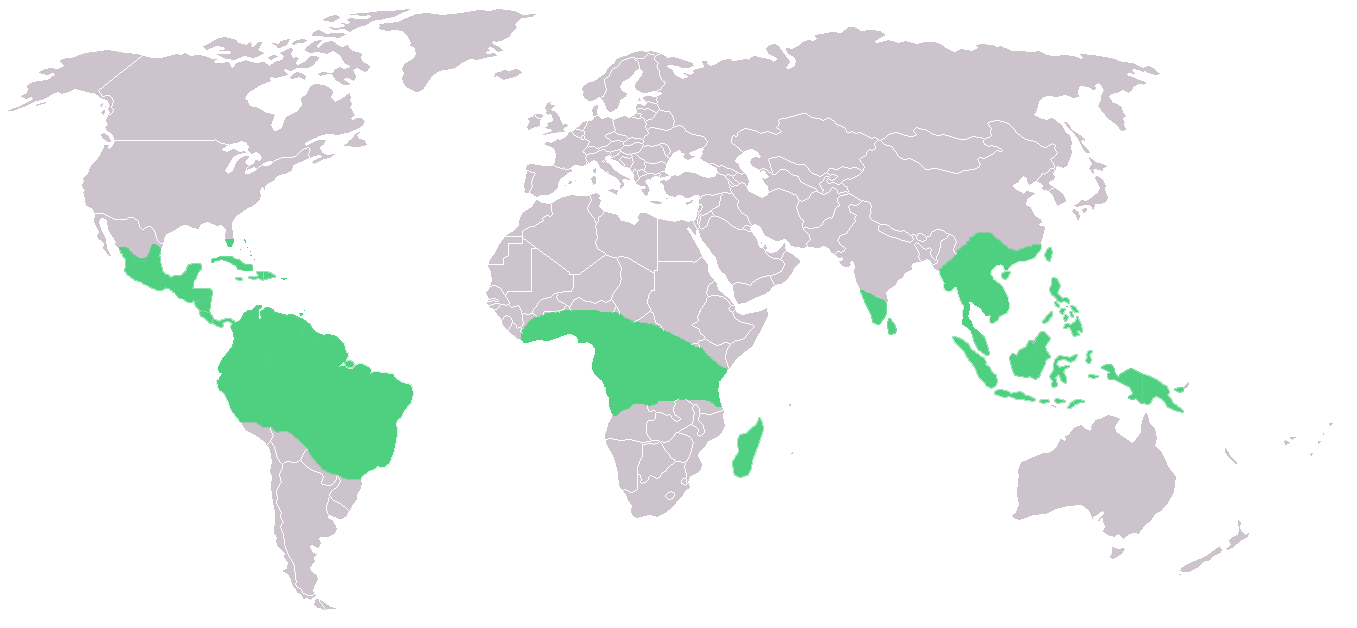
Die Verbreitung der Gattung Vanilla auf der Welt

  - Vanilla subg. Xanata sect. Tethya Soto Arenas & Cribb: Sie wurde 2010 aufgestellt.[1]
  - Vanilla subg. Xanata Soto Arenas & Cribb sect. Xanata[1]

### Arten und ihre Verbreitung
Das Verbreitungsgebiet der Gattung Vanilla sind die tropischen und subtropischen Gebiete verschiedener Kontinente. Es gibt Areale im südlichen Bereich Nordamerikas, auf den Karibischen Inseln, in Zentralamerika, Südamerika, Zentralafrika, Madagaskar, Südostasien und auf den westlichen Pazifischen Inseln.
Die ursprüngliche Verbreitung der meisten Arten ist Südamerika, wobei auch ein paar Arten, etwa Vanilla imperialis oder Vanilla roscheri, auf dem afrikanischen Kontinent heimisch sind.

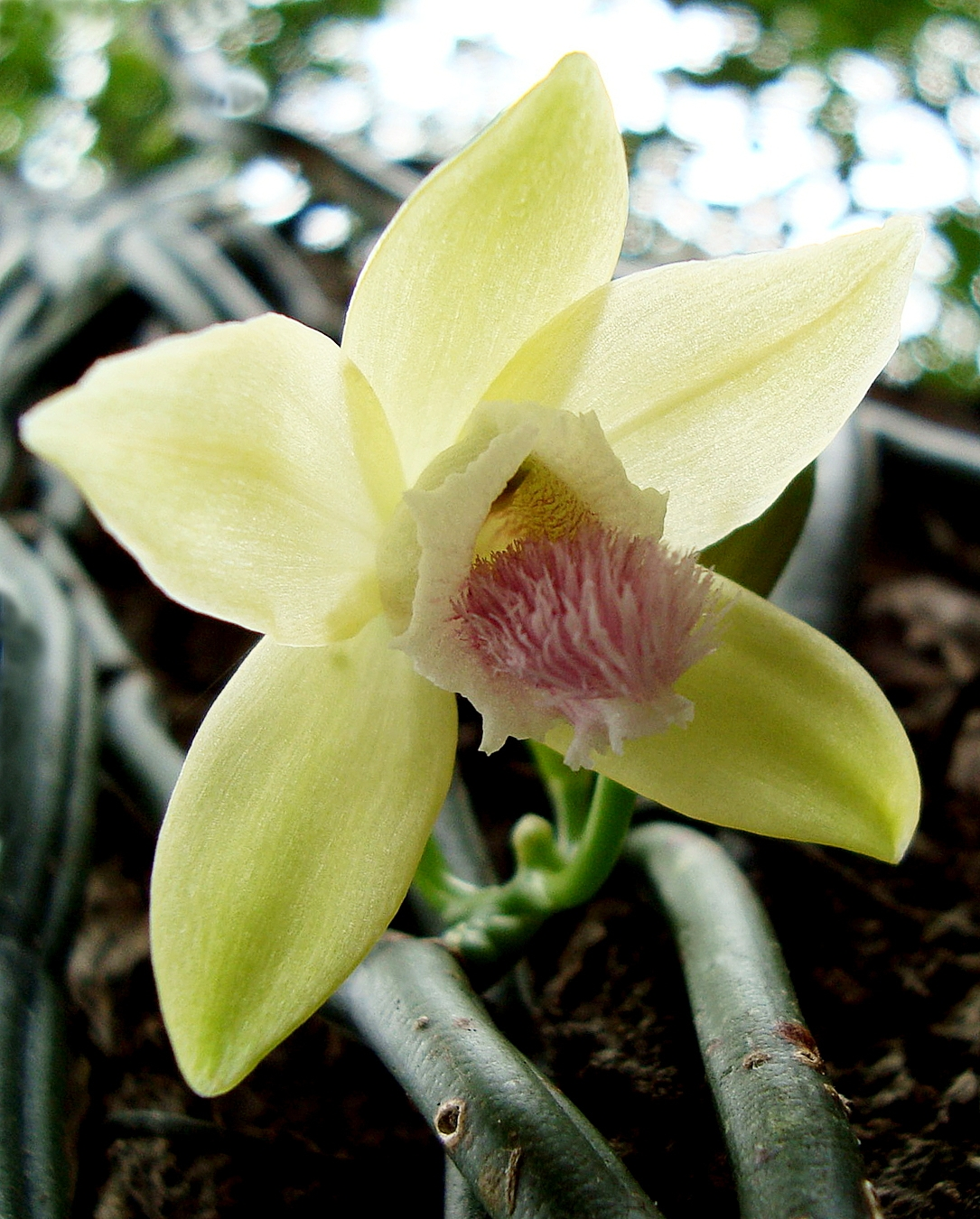
Vanilla aphylla

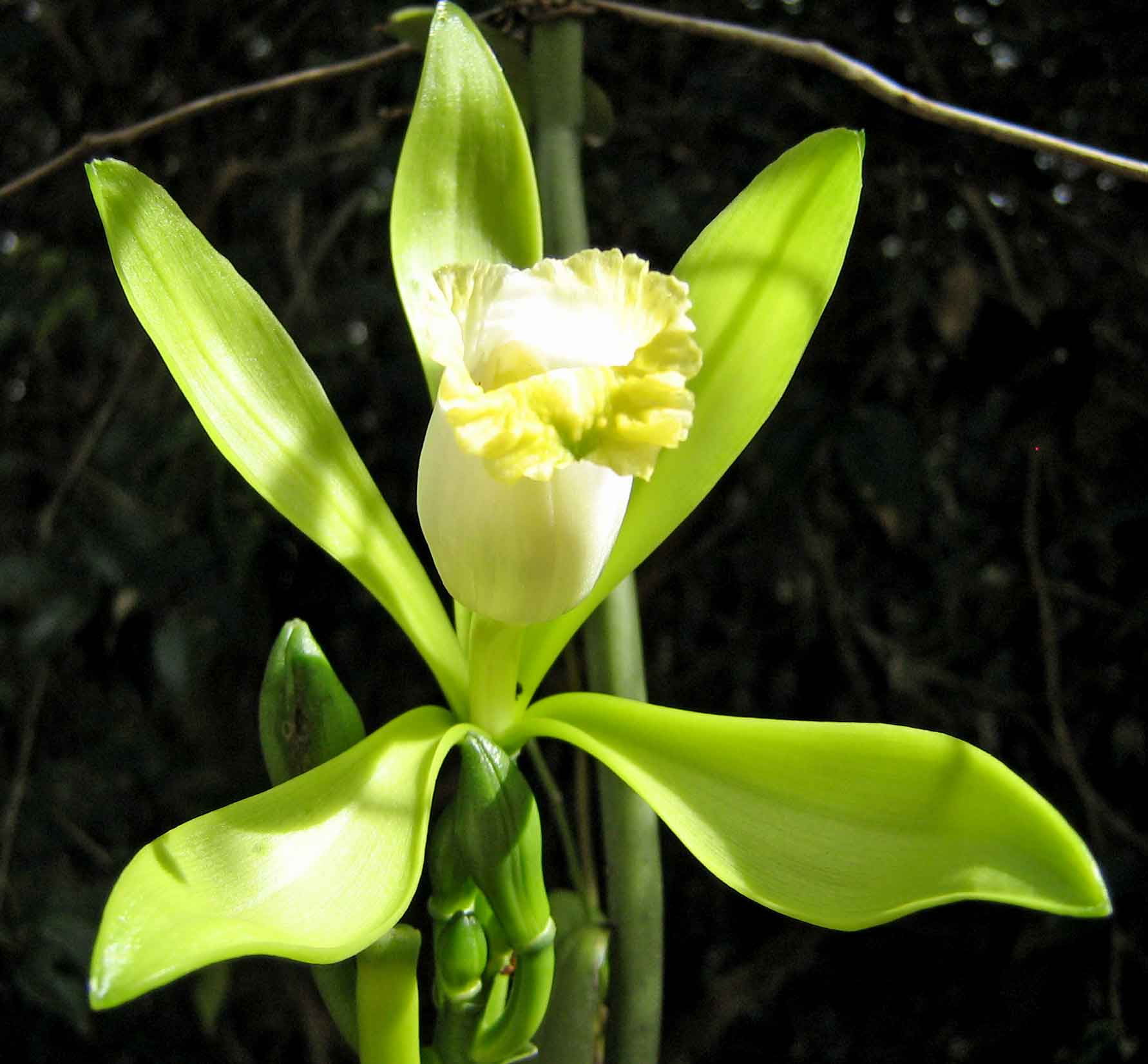
Vanilla bahiana

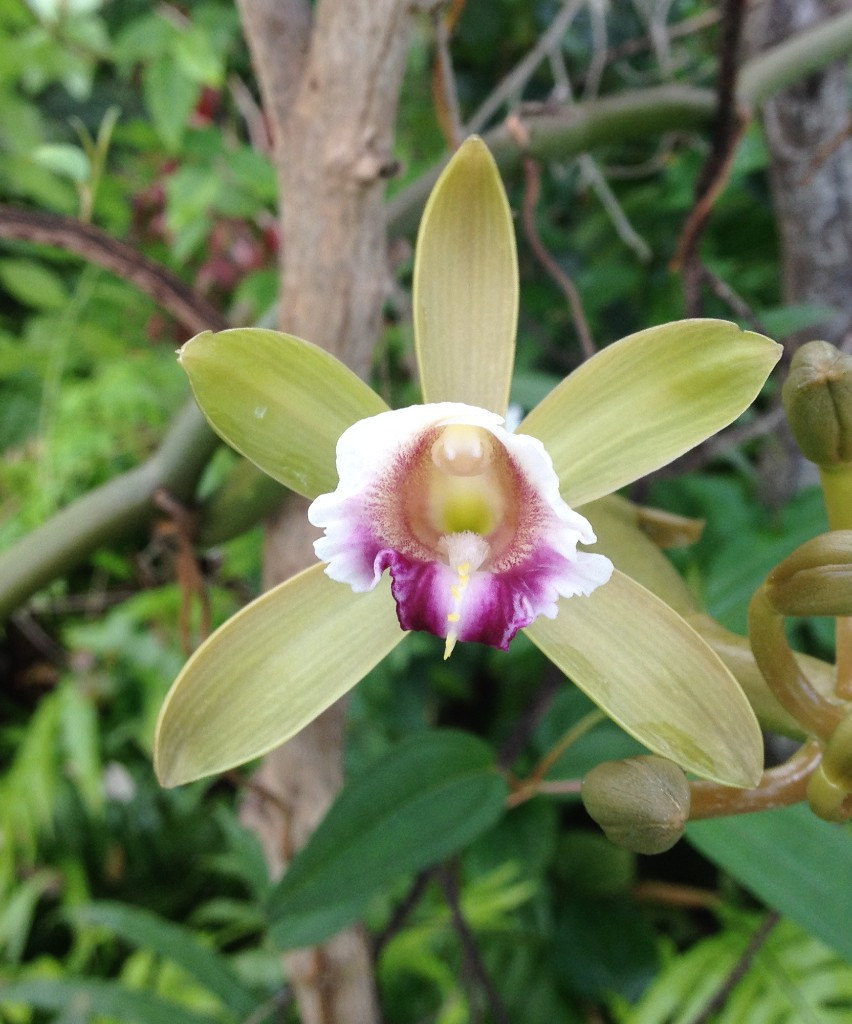
Vanilla barbellata

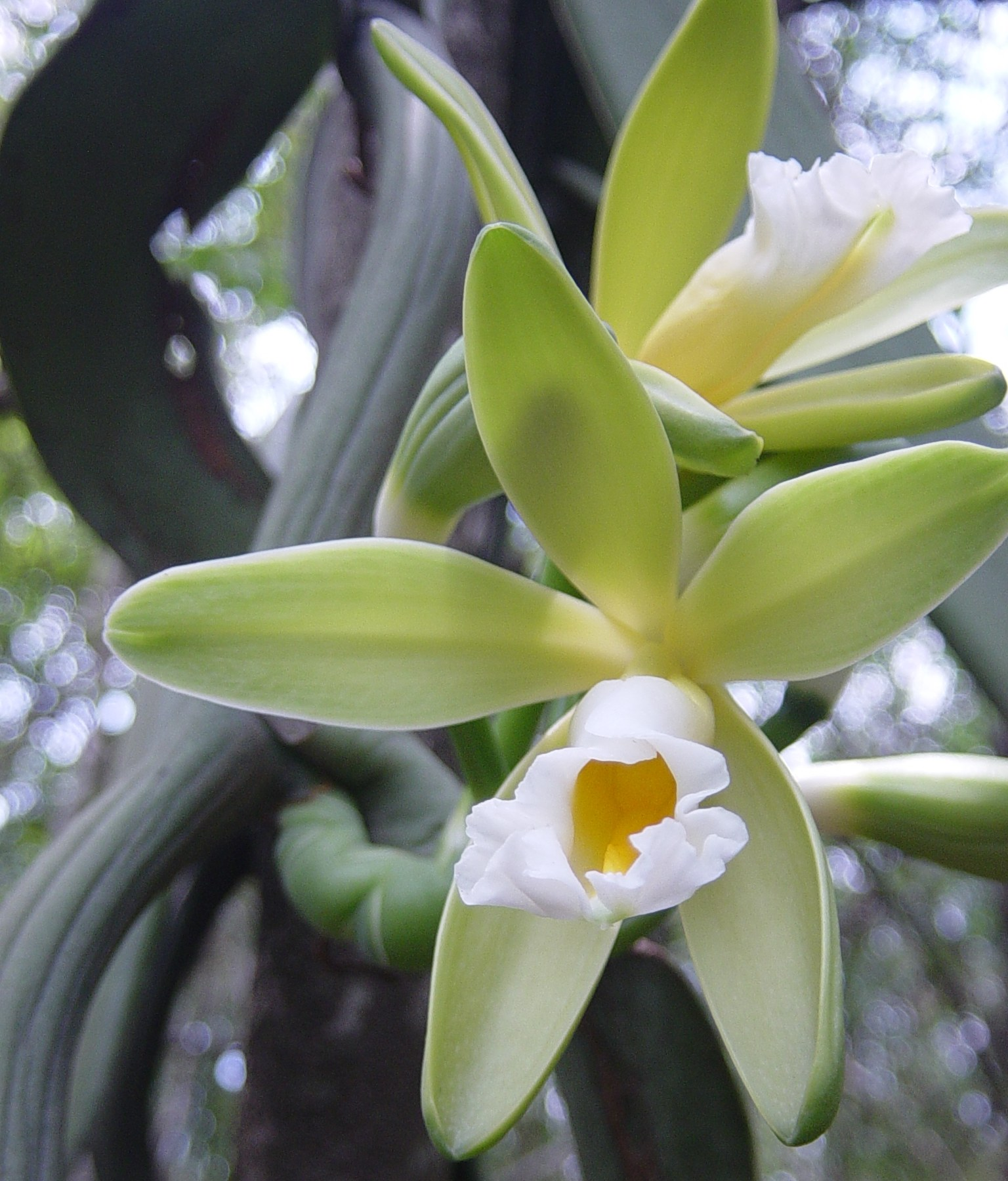
Vanilla chamissonis

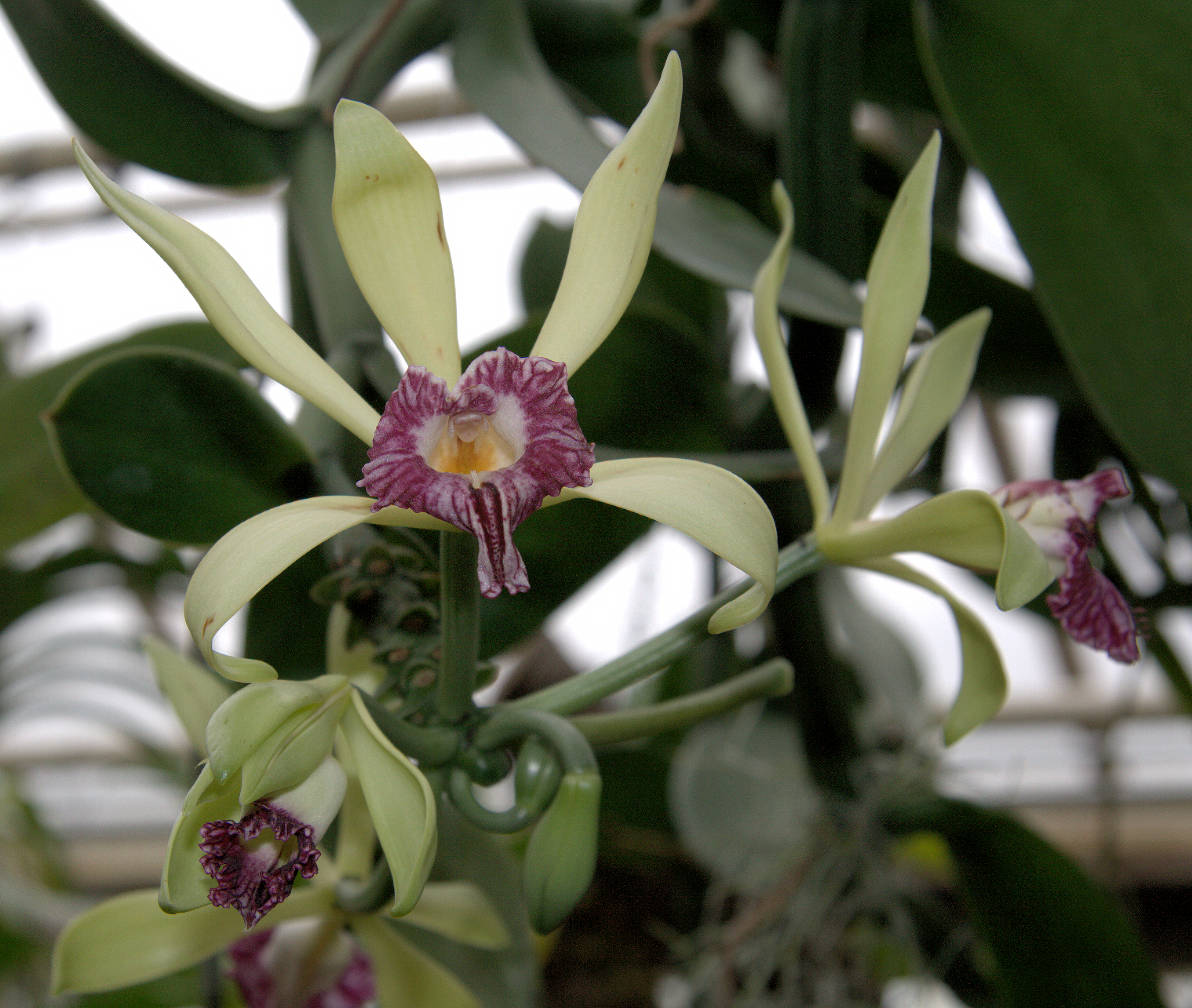
Vanilla imperialis

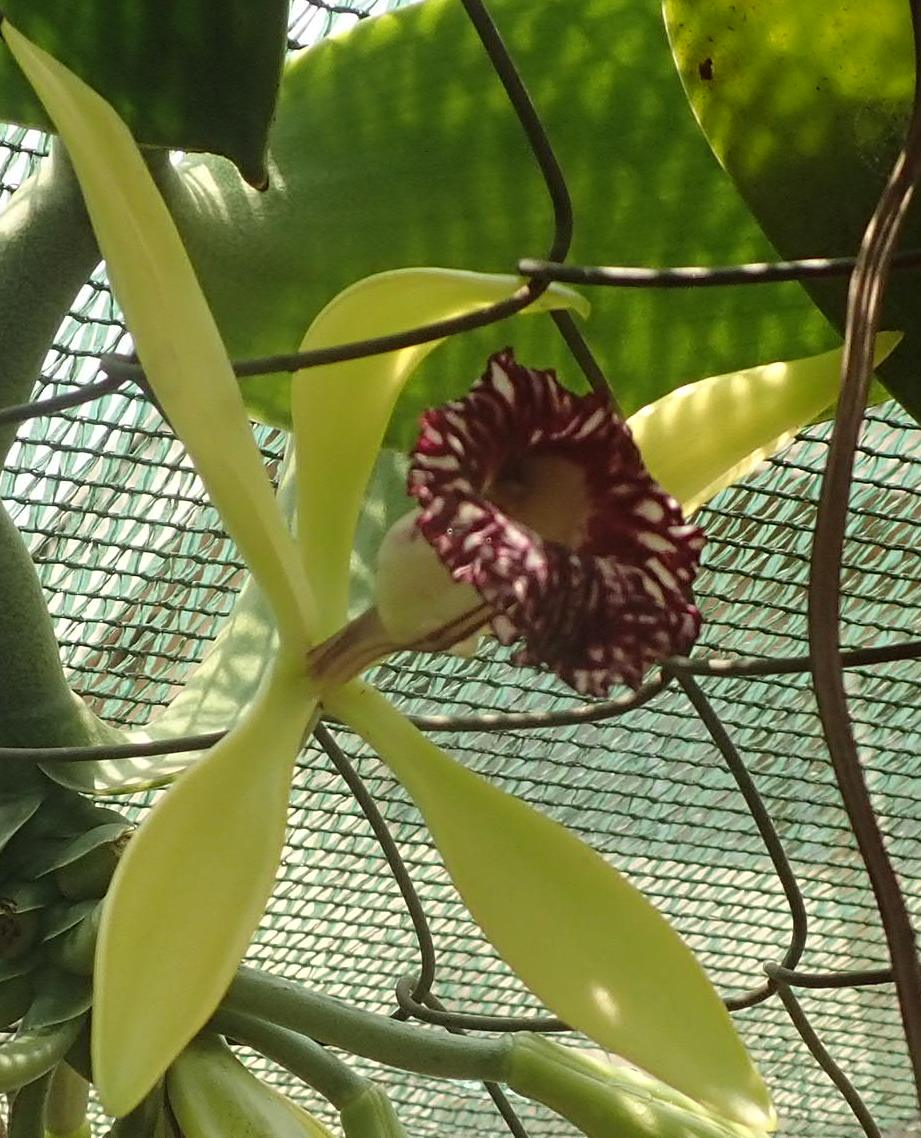
Vanilla ochyrae

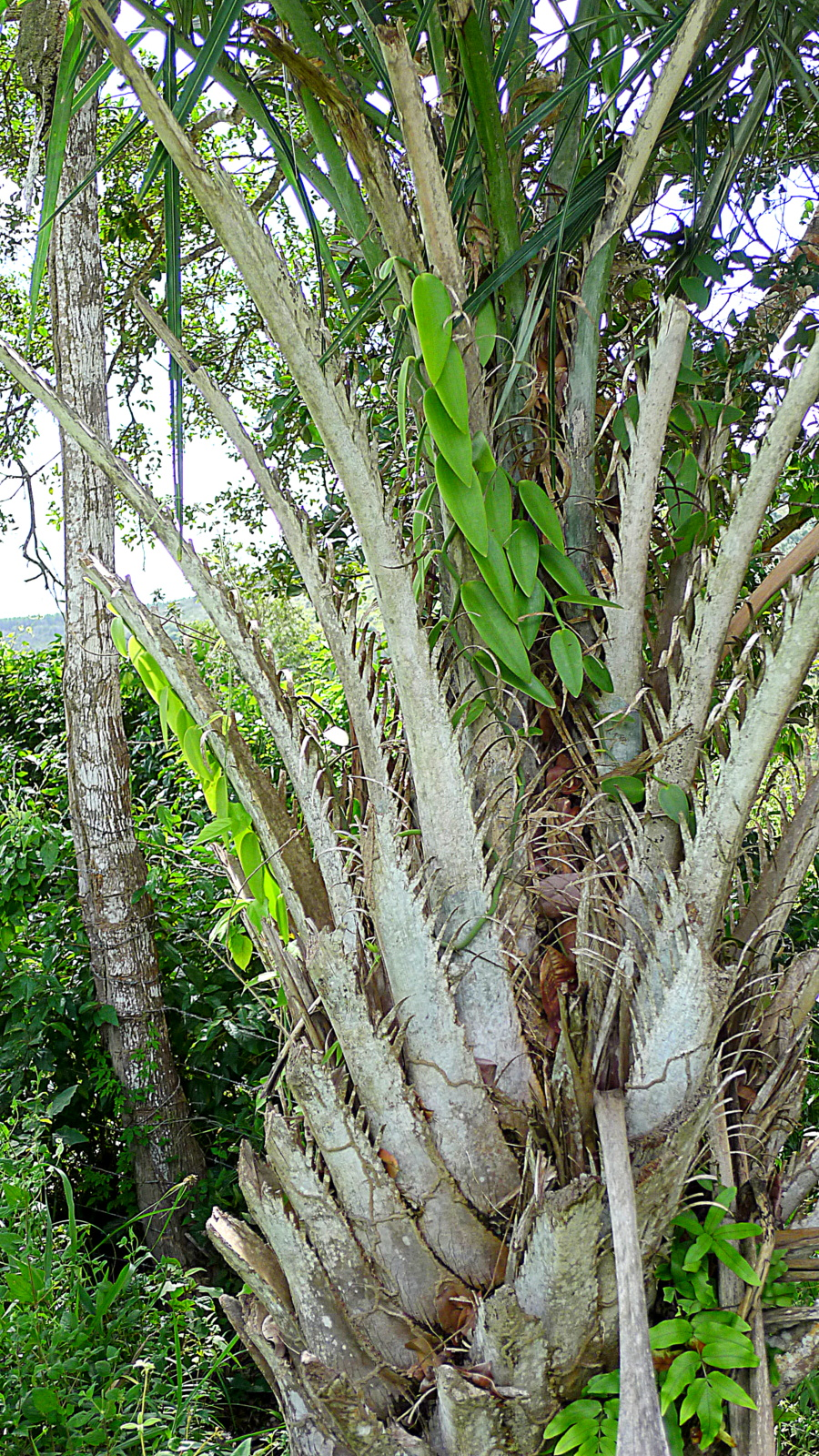
Vanilla palmarum

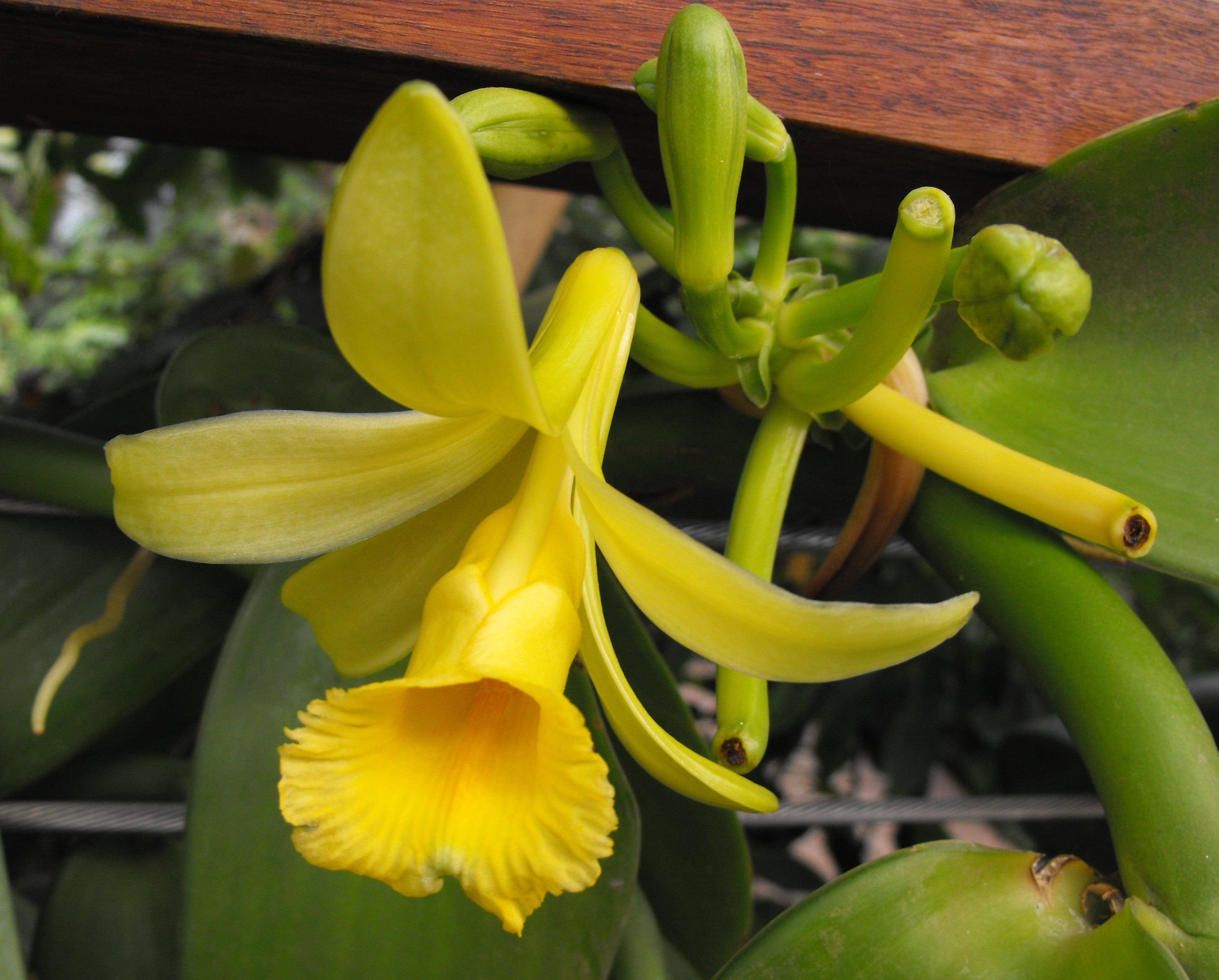
Vanilla pompona

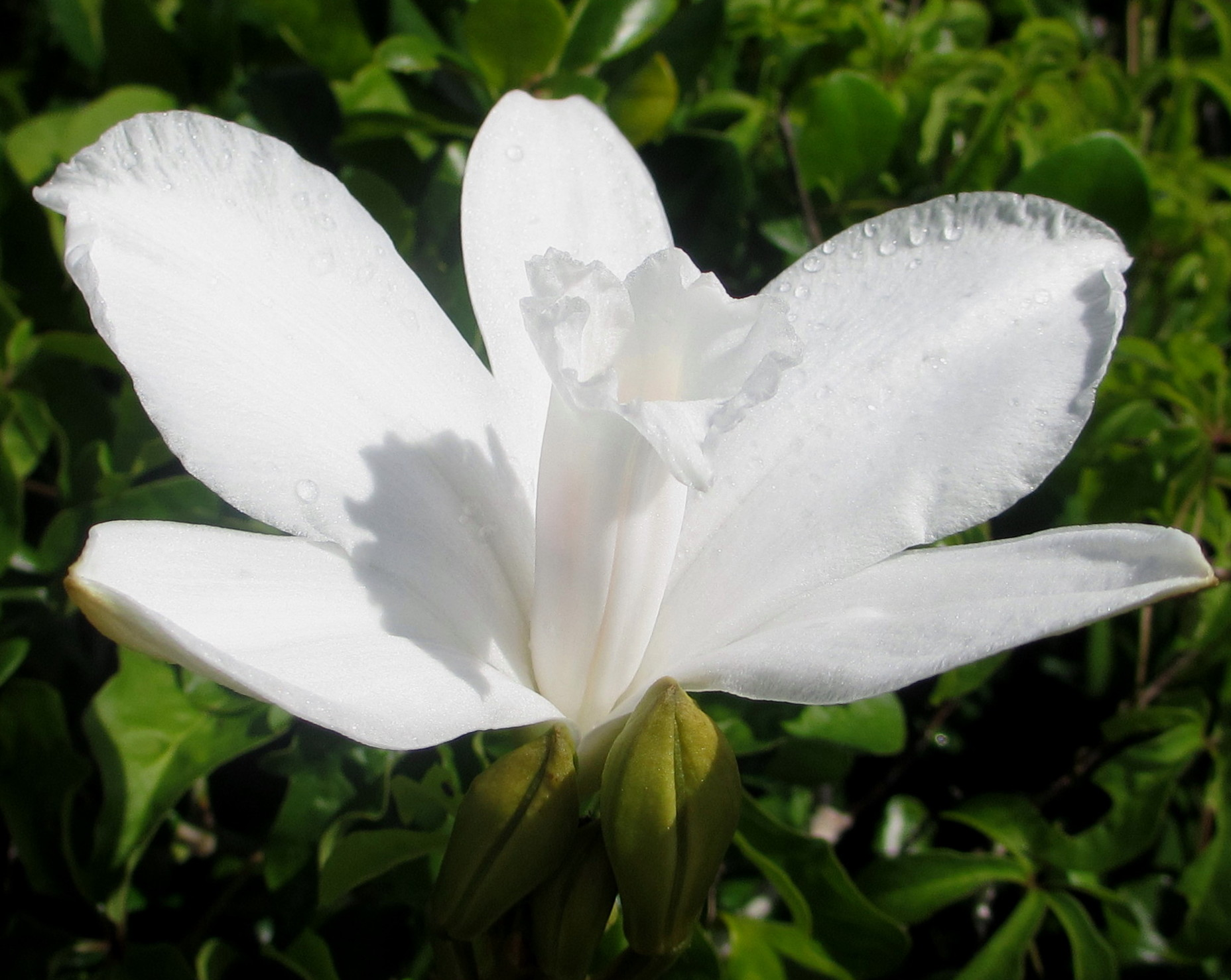
Vanilla roscheri

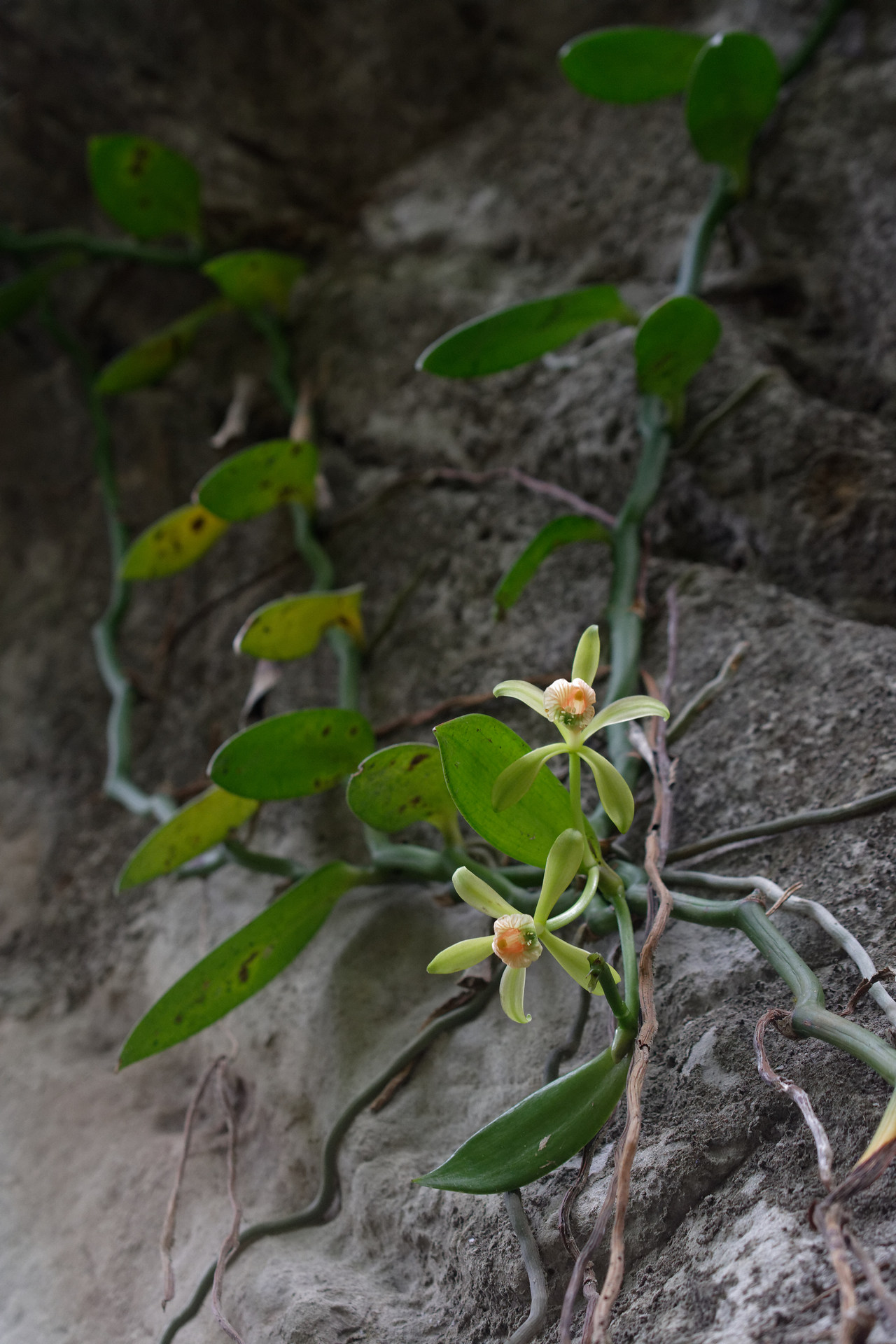
Vanilla somae

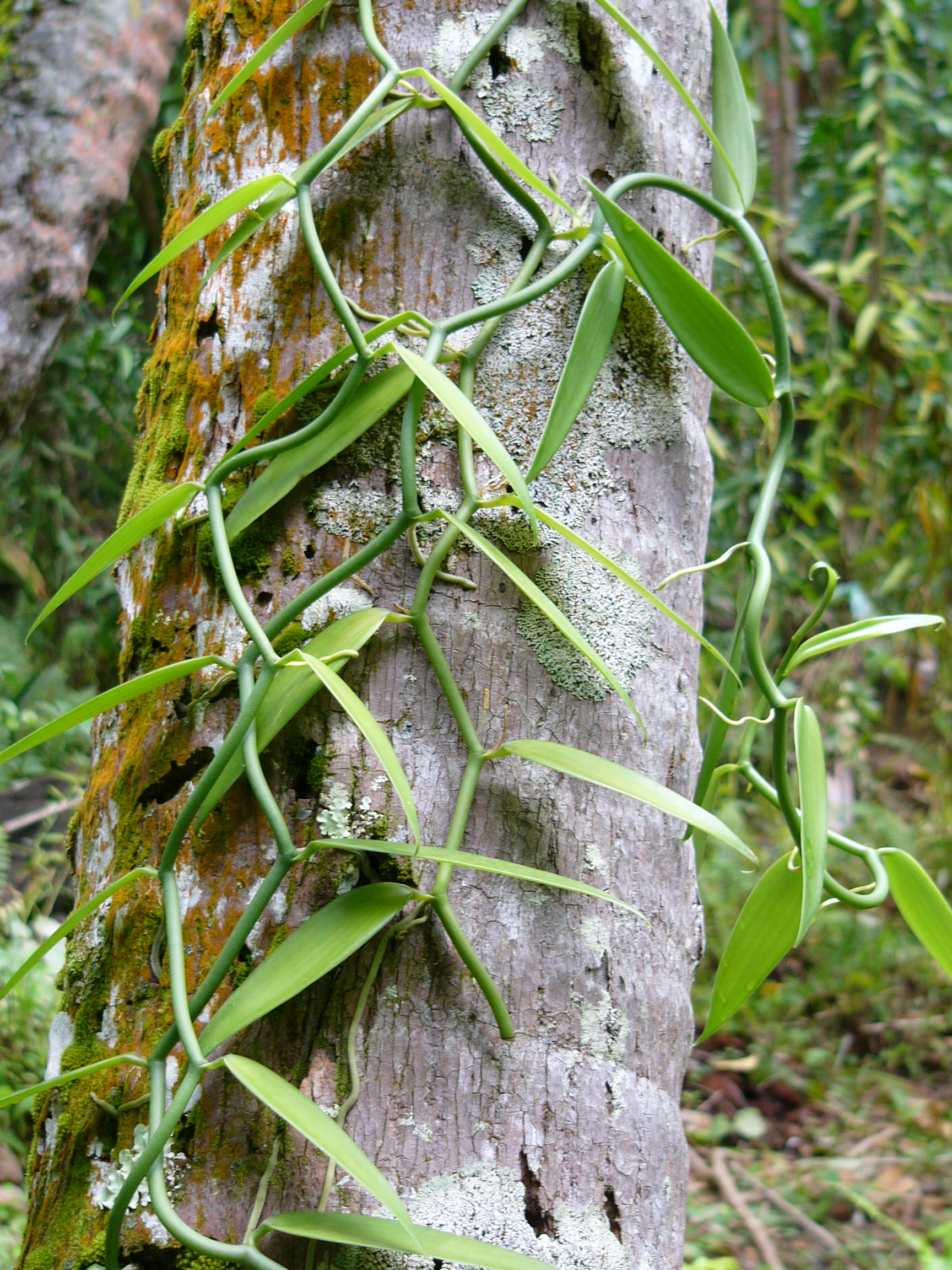
Tahiti-Vanille (Vanilla ×tahitensis)

Die Gattung Vanilla enthält je nach Autor 106 bis 126 Arten:
- Vanilla abundiflora J.J.Sm.: Sie kommt auf Borneo vor.[1][2]
- Vanilla acuminata Rolfe: Sie kommt in der Republik Kongo sowie Gabun vor.[1][2]
- Vanilla acuta Rolfe: Sie kommt in den Guyanas vor.[2]
- Vanilla africana Lindl.: Sie kommt vom tropischen Westafrika bis Gabun vor.[1][2]
- Vanilla albida Blume: Sie kommt von den Andamanen sowie Nikobaren bis ins westliche Malesien vor.[2]
- Vanilla andamanica Rolfe: Sie kommt nur auf den Andamanen und Nikobaren vor. Sie ist nach POWO ein Synonym von Vanilla albida Blume.[2]
- Vanilla angustipetala Schltr.: Sie kommt vom südöstlichen bis südlichen Brasilien und im nordöstlichen Argentinien vor.[2]
- Vanilla annamica Gagnep.: Sie kommt im südlichen China, in Laos, Thailand und Vietnam vor.[2]
- Vanilla aphylla Blume: Sie ist von Assam über Myanmar, Thailand, Laos, Vietnam und der Malaiischen Halbinsel bis zu den Inseln Java sowie Luzon verbreitet.[2]
- Vanilla appendiculata Rolfe: Sie kommt von Kolumbien bis ins nördliche Peru und von Brasilien bis Guyana vor.[2]
- Vanilla arcuata Pansarin & M.R.Miranda: Sie wurde 2016 aus dem brasilianischen Bundesstaat São Paulo erstbeschrieben.[2]
- Vanilla aspericaulis Sambin & Chiron: Sie wurde 2015 aus Französisch-Guyana erstbeschrieben.[2]
- Vanilla atropogon Schuit., Aver. & Rybková: Sie wurde 2013 aus Vietnam erstbeschrieben.[2]
- Vanilla bahiana Hoehne: Sie kommt in Brasilien vor.[2]
- Vanilla barbellata Rchb. f.: Sie kommt vom südlichen Florida über die Bahamas und die karibischen Inseln Kuba, Hispaniola, Puerto Rico bis zu den Kleinen Antillen vor.[2]
- Vanilla barrereana Veyret & Szlach.: Sie wurde 1994 aus den Guyanas erstbeschrieben.[2]
- Vanilla bertoniensis Bertoni: Sie kommt im südlichen Paraguay sowie südlichen Brasilien vor.[2]
- Vanilla bicolor Lindl.: Sie ist von karibischen Inseln bis in tropische Südamerika verbreitet.[2]
- Vanilla borneensis Rolfe: Sie kommt in Assam, Thailand, Johor und Borneo vor.[2]
- Vanilla bradei Schltr. ex Mansf.: Sie kommt im brasilianischen Bundesstaat São Paulo vor.[2]
- Vanilla calyculata Schltr.: Sie kommt in El Salvador, Honduras und Kolumbien vor.[2]
- Vanilla carinata Rolfe: Sie wurde 1896 erstbeschrieben und ist in den Orgelbergen im brasilianischen Bundesstaat Rio de Janeiro beheimatet.
- Vanilla capixaba Fraga & D.R.Couto: Sie wurde 2017 aus dem brasilianischen Bundesstaat Espírito Santo erstbeschrieben.[2]
- Vanilla chalotii Finet: Sie kommt in Äquatorial-Guinea und Gabun vor.[2]
- Vanilla chamissonis Klotzsch: Sie kommt in nordöstlichen bis östlichen Bolivien, in Französisch-Guyana und im östlichen Brasilien vor.[2]
- Vanilla claviculata Sw.: Sie kommt auf den karibischen Inseln Kuba, Hispaniola, Jamaika, Puerto Rico, auf den Cayman-Inseln und den Kleinen Antillen vor.[2]
- Vanilla cobanensis Archila: Sie wurde 1999 aus Guatemala erstbeschrieben.[2]
- Vanilla columbiana Rolfe: Sie kommt in Kolumbien vor.[2]
- Vanilla corinnae Sambin & Chiron: Sie wurde 2017 aus Französisch-Guyana erstbeschrieben.[2]
- Vanilla costaricensis Soto Arenas: Sie wurde 2010 aus Costa Rica erstbeschrieben.[2]
- Vanilla coursii H.Perrier: Sie kommt nur im südwestlichen Madagaskar vor.[2]
- Vanilla crenulata Rolfe: Sie ist vom tropischen westlichen-zentralen Afrika bis Westafrika verbreitet.[2]
- Vanilla cribbiana Soto Arenas: Sie wurde 2010 erstbeschrieben. Sie kommt in den mexikanischen Bundesstaaten Oaxaca sowie Chiapas und in Kolumbien vor.[2]
- Vanilla cristagalli Hoehne: Sie kommt in Guyana und im nördlichen Brasilien vor.[2]
- Vanilla cucullata Kraenzl. ex J.Braun & K.Schum.: Sie kommt in der Elfenbeinküste, in Kamerun sowie in Gabun vor.[2]
- Vanilla decaryana H.Perrier: Sie kommt im nordwestlichen und südlichen Madagaskar vor.[2]
- Vanilla decesareae Ormerod & Cootes: Sie wurde 2013 von den Philippinen erstbeschrieben.[2]
- Vanilla denshikoira Flanagan & Ospina-Calderón: Sie wurde 2018 aus Kolumbien erstbeschrieben.[2]
- Vanilla diabolica P.O’Byrne: Sie wurde 1996 aus Sulawesi erstbeschrieben.[2]
- Vanilla dietschiana Edwall: Sie kommt in den brasilianischen Bundesstaaten Espírito Santo, São Paulo sowie Santa Catarina vor.[2] Sie war 2003 als Dictyophyllaria dietschiana (Edwall) Garay in den monotypische Gattung Dictyophyllaria Garay ausgegliedert worden, aber wurde 2010 durch Pansarin wieder zur Gattung Vanilla gestellt.[8][9]
- Vanilla dilloniana Correll: Sie kommt vom südlichen Florida über Kuba, Hispaniola und Puerto Rico bis zu den Kleinen Antillen vor.[2]
- Vanilla dressleri Soto Arenas: Sie wurde 2010 erstbeschrieben. Sie kommt von Costa Rica über Panama bis Kolumbien vor.[2]
- Vanilla dubia Hoehne: Sie kommt in den brasilianischen Bundesstaaten Espírito Santo sowie Minas Gerais vor.[2]
- Vanilla dungsii Pabst: Sie wurde 1975 aus dem brasilianischen Bundesstaat Rio de Janeiro erstbeschrieben.[2]
- Vanilla edwallii Hoehne: Sie kommt in Brasilien und in der argentinischen Provinz Misiones vor.[2]
- Vanilla espondae Soto Arenas: Sie wurde 2010 aus Kolumbien erstbeschrieben.[2]
- Vanilla esquipulensis Archila & Chiron: Sie wurde 2012 aus Guatemala erstbeschrieben.[2]
- Vanilla fimbriata Rolfe: Sie kommt in Guyana und im brasilianischen Bundesstaat Pará vor.[2]
- Vanilla francoisii H.Perrier: Sie kommt nur im nordwestlich Madagaskar vor.[2]
- Vanilla gardneri Rolfe: Sie kommt in Venezuela und Brasilien vor.[2]
- Vanilla giulianettii F.M.Bailey: Sie kommt nur in Papua-Neuguinea vor.[2]
- Vanilla grandifolia Lindl.: Sie kommt in Príncipe, Gabun sowie in der Demokratischen Republik Kongo vor.[2]
- Vanilla griffithii Rchb. f.: Sie kommt von der thailändischen Halbinsel bis ins westliche Malesien vor.[2]
- Vanilla guatemalensis Archila: Sie wurde 1999 aus Guatemala erstbeschrieben.[2]
- Vanilla guianensis Splitg.: Sie kommt vom südöstlichen Kolumbien über das nördliche Brasilien bis zu den Guyanas vor.[2]
- Vanilla hallei Szlach. & Olszewski: Sie wurde 1998 aus Gabun erstbeschrieben.[2]
- Vanilla hamata Klotzsch: Dieser Endemit kommt nur im peruanischen Huánuco vor.[2]
- Vanilla hartii Rolfe: Sie ist vom südlichen Mexiko über Zentralamerika, die beiden Inseln Dominica sowie Trinidad bis Französisch-Guyana, Guyana und Brasilien verbreitet.[2]
- Vanilla havilandii Rolfe: Sie kommt in Borneo vor. Sie wurde 2017 auch in Bangladesch gesammelt[10].[2]
- Vanilla helleri A.D.Hawkes: Sie kommt im mexikanischen Bundesstaat Oaxaca, in Costa Rica, Nicaragua und Panama vor.[2]
- Vanilla heterolopha Summerh.: Sie kommt in der Republik Kongo und in Gabun vor.[2]
- Vanilla hostmannii Rolfe: Sie kommt in Kolumbien, Venezuela, Guyana, Suriname und im nördlichen Brasilien vor.[2]
- Vanilla humblotii Rchb. f.: Sie kommt im nördlichen Madagaskar und auf der Komoren-Insel Njazidja vor.[2]
- Vanilla imperialis Kraenzl.: Sie ist vom südwestlichen Äthiopien sowie Angola bis ins tropische Westafrika verbreitet.[2]
- Vanilla inodora Schiede: Sie kommt von Mexiko über Belize, Guatemala, Honduras, Nicaragua sowie Panama bis Kolumbien vor.[2]
- Vanilla insignis Ames: Sie kommt vom südlichen Mexiko über Belize sowie Guatemala bis Honduras vor.[2]
- Vanilla javieri Bar.-Colm.: Sie wurde 2018 aus Kolumbien erstbeschrieben.[2]
- Vanilla kaniensis Schltr.: Sie kommt nur in Papua-Neuguinea vor.[2]
- Vanilla karen-christianae Karremans & P.Lehm.: Sie wurde 2018 aus Costa Rica erstbeschrieben.[2]
- Vanilla kempteriana Schltr.: Sie kommt nur in Papua-Neuguinea vor.[2]
- Vanilla kinabaluensis Carr: Sie kommt auf der Malaiischen Halbinsel und im nördlichen Borneo vor.[2]
- Vanilla labellopapillata A.K.Koch, Fraga, J.U.Santos & Ilk.-Borg.: Sie wurde 2013 aus dem brasilianischen Bundesstaat Pará erstbeschrieben.[2]
- Vanilla leprieurii Portères: Sie kommt in den Guyanas vor.[2]
- Vanilla lindmaniana Kraenzl.: Sie wurde 1911 erstbeschrieben und kommt in Brasilien, im Bundesstaat Mato Grosso, vor.
- Vanilla madagascariensis Rolfe: Sie kommt in Madagaskar vor.[2]
- Vanilla marowynensis Pulle: Sie kommt nur in Suriname vor.[2]
- Vanilla martinezii Soto Arenas: Sie wurde 2010 aus Guatemala erstbeschrieben.[2]
- Vanilla methonica Rchb. f. & Warsz.: Sie kommt in Kolumbien sowie Peru vor.[2]
- Vanilla mexicana Mill.: Sie kommt südlichen Florida über die karibischen Inseln Kuba, Hispaniola, Jamaika bis zu den Kleinen Antillen sowie der Insel Trinidad bis zum nördlichen Südamerika (Venezuela, Kolumbien, Französisch-Guyana, Guyana, Suriname) vor.[2]
- Vanilla montana Ridl.: Sie kommt auf der Malaiischen Halbinsel vor.[2]
- Vanilla moonii Thwaites: Sie kommt nur in Sri Lanka vor.[2]
- Vanilla nigerica Rendle: Sie kommt im südlichen Nigeria und in Kamerun vor.[2]
- Vanilla norashikiniana Go & Raffi: Sie wurde 2017 von der Malaiischen Halbinsel erstbeschrieben.[2]
- Vanilla ochyrae Szlach. & Olszewski: Sie wurde 1998 aus Kamerun erstbeschrieben.[2]
- Vanilla odorata C.Presl: Sie ist vom südlichen Mexiko über Belize, Guatemala, Costa Rica, Honduras, Nicaragua sowie Panama bis Kolumbien, Venezuela, Ecuador, Peru, Bolivien bis Französisch-Guyana, Guyana, Suriname sowie Brasilien verbreitet.[2]
- Vanilla organensis Rolfe: Sie kommt im nordöstlichen Paraguay und in Brasilien vor.[2]
- Vanilla oroana Dodson: Sie wurde 2003 aus der ecuadorianischen Provinz El Oro erstbeschrieben.[2]
- Vanilla ovalis Blanco: Sie kommt auf den Philippinen vor.[2]
- Vanilla ovata Rolfe: Sie kommt in Venezuela, Französisch-Guyana und im brasilianischen Bundesstaat Pará vor.[2]
- Vanilla palembanica Teijsm. & Binn.: Dieser Endemit kommt nur in Sumatra vor.[2]
- Vanilla palmarum (Salzm. ex Lindl.) Lindl.: Sie ist von Kolumbien, Venezuela, Ecuador sowie Peru bis Französisch-Guyana, Guyana, Suriname sowie Brasilien verbreitet.[2]
- Vanilla paludosa Pansarin, J.M.Aguiar & A.W.C.Ferreira: Sie wurde 2012 aus dem brasilianischen Bundesstaat São Paulo erstbeschrieben.[2]
- Vanilla parvifolia Barb.Rodr.: Sie kommt im südlichen Brasilien und südlichen Paraguay vor.[2]
- Vanilla paulista Fraga & Pansarin: Sie wurde 2017 aus dem brasilianischen Bundesstaat São Paulo erstbeschrieben.[2]
- Vanilla penicillata Garay & Dunst.: Sie ist vom südöstlichen Kolumbien. Venezuela, Guyana sowie Suriname bis ins nördliche Brasilien verbreitet.[2]
- Vanilla perrieri Schltr.: Sie kommt im westlichen sowie südlichen Madagaskar vor.[2]
- Vanilla phaeantha Rchb. f.: Sie ist in der Neotropis weitverbreitet.[2]
- Vanilla phalaenopsis Rchb. f. ex Van Houtte: Sie kommt nur auf den Seychellen vor.[2]
- Vanilla planifolia Andrews: (Gewürzvanille oder Echte Vanille). Sie kommt ursprünglich vom südlichen Mexiko über Zentralamerika bis Kolumbien vor. Sie ist in vielen tropischen Gebieten ein Neophyt vor.[2] Sie wird in vielen tropischen Ländern angebaut.[2]
- Vanilla platyphylla Schltr.: Sie kommt nur in Mindanao sowie Sulawesi vor.[2]
- Vanilla poitaei Rchb. f.: Sie kommt auf den karibischen Inseln Bahamas, Kuba, Hispaniola und Puerto Rico vor.[2]
- Vanilla polylepis Summerh.: Sie ist von Kenia und Angola über die Demokratische Republik Kongo, Tansania, Malawi sowie Sambia bis Simbabwe verbreitet.[2]
- Vanilla pompona Schiede: Es gibt drei Unterarten:[2]
  - Vanilla pompona subsp. grandiflora (Lindl.) Soto Arenas (Syn.: Vanilla grandiflora Lindl.): Sie hat seit 2010 der Rang einer Unterart. Sie kommt auf der Insel Trinidad und ist im tropischen Südamerika verbreitet.[2]
  - Vanilla pompona subsp. pittieri (Schltr.) Dressler: (Syn.: Vanilla pittieri Schltr.): Sie hat seit 2010 der Rang einer Unterart. Sie kommt in Zentralamerika von Costa Rica, Honduras und Nicaragua bis Panama vor.[2]
  - Vanilla pompona Schiede subsp. pompona: Sie kommt vom Bundesstaat Veracruz bis ins südliche Mexiko vor. Sie ist auf einigen karibischen Inseln ein Neophyt.[2]
- Vanilla raabii Ormerod & Cootes: Sie wurde 2013 von der Insel Luzon erstbeschrieben.[2]
- Vanilla ramificans J.J.Sm. (Syn.: Vanilla ramosa J.J.Sm.): Sie kommt in Neuguinea inklusive der Insel Normanby vor.[2]
- Vanilla ramosa Rolfe: Sie kommt vom tropischen westlichen Afrika bis Westafrika vor.[2]
- Vanilla ribeiroi Hoehne: Sie kommt im südöstlichen Kolumbien, in Guyana und im brasilianischen Bundesstaat Mato Grosso vor.[2]
- Vanilla rivasii Molineros, R.T.González: Sie wurde 2014 aus Kolumbien erstbeschrieben.[2]
- Vanilla roscheri Rchb. f.: Sie kommt im südwestlichen Äthiopien, Kenia, Tansania, Mosambik und im nordöstlichen KwaZulu-Natal vor.[2]
- Vanilla ruiziana Klotzsch: Sie kommt vom südöstlichen Kolumbien über Bolivien bis Peru vor.[2]
- Vanilla sanjappae Rasingam, R.P.Pandey, J.J.Wood & S.K.Srivast.: Sie wurde 2007 von den Andamanen erstbeschrieben.[2]
- Vanilla sarapiquensis Soto Arenas: Sie wurde 2010 aus Costa Rica erstbeschrieben.[2]
- Vanilla savannarum Britton: Dieser Endemit kommt nur im zentralen Kuba vor.[2]
- Vanilla schwackeana Hoehne: Sie kommt in den brasilianischen Bundesstaaten Pará bis Minas Gerais vor.[2]
- Vanilla seranica J.J.Sm.: Dieser Endemit kommt nur auf der Insel Seram vor.[2]
- Vanilla seretii De Wild.: Sie kommt im tropischen westlichen-zentralen Afrika vor.[2]
- Vanilla shenzhenica Z.J.Liu & S.C.Chen: Sie wurde 2007 erstbeschrieben. Sie kommt in Guangdong, Hongkong und Vietnam vor.[2]
- Vanilla siamensis Rolfe ex Downie: Sie kommt im südlichen Yunnan, in Kambodscha, Vietnam und Thailand  vor.[2]
- Vanilla somae Hayata: Sie kommt im südlichen China, in Taiwan, Laos und Vietnam vor.[2]
- Vanilla sotoarenasii M.Pignal, Azof.-Bolaños & Grisoni: Sie wurde 2017 aus Costa Rica erstbeschrieben.[2]
- Vanilla sprucei Rolfe: Sie kommt im südöstlichen Kolumbien und nördlichen Brasilien vor.[2]
- Vanilla sumatrana J.J.Sm.: Sie kommt in Perak, im westlichen Sumatra und in Sabah vor.[2]
- Vanilla tiendatii Vuong, V.H.Bui, V.S.Dang & Aver.: Sie wurde 2020 aus Vietnam erstbeschrieben.[2]
- Vanilla trigonocarpa Hoehne: Sie kommt von Costa Rica über Panama und Kolumbien bis ins nördliche Brasilien vor.[2]
- Vanilla utteridgei J.J.Wood: Sie wurde 2002 aus dem südwestlichen Neuguinea erstbeschrieben.[2]
- Vanilla vellozoi Rolfe: Sie kommt in Paraguay, Brasilien und nordöstlichen Argentinien vor.[2]
- Vanilla walkerae Wight: Sie kommt im südwestlichen bis südlichen Indien und in Sri Lanka vor.[2]
- Vanilla wariensis Schltr.: Sie kommt nur in Papua-Neuguinea vor.[2]
- Vanilla wightii Lindl. ex Wight: Sie kommt im südwestlichen Indien und in Sri Lanka vor.[2]
- Vanilla yersiniana Guillaumin & Sigaldi: Sie kommt in Thailand und Vietnam vor.[2]
- Vanilla zanzibarica Rolfe: Sie kommt in Kenia, Tansania und Sansibar sowie Pemba vor.[2]

Eine Hybride ist:
- Tahiti-Vanille (Vanilla ×tahitensis J.W.Moore = Vanilla odorata × Vanilla planifolia).

## Nutzung
Der bekannteste und wirtschaftlich bedeutendste Vertreter ist die Gewürzvanille oder Echte Vanille (Vanilla planifolia). Aus den fermentierten Kapseln („Vanilleschoten“) dieser Pflanze wird das Gewürz Vanille gewonnen.
Etwa 15 Arten tragen aromatische Früchte. Einige andere Vanillearten wie die Tahiti-Vanille (Vanilla tahitensis und Vanilla pompona) werden kommerziell genutzt. Auch diese Vanilla-Arten können in der Küche verwendet werden. Da die Inhaltsstoffe jedoch etwas anders als bei der Echten Vanille zusammengesetzt sind, ist das Aroma nicht ganz so fruchtig. Die Tahiti-Vanille wird jedoch hauptsächlich zur Verwendung in Kosmetika genutzt.

## Weiterführende Literatur
- Phillip Cribb: A synopsis of Vanilla in Borneo. In: Malesian Orchid Journal, Volume 13, 2014, S. 101–112.

- Karte mit allen verlinkten Seiten:
- OSM |
- WikiMap